# Alberto Salazar
Alberto Salazar (La Habana, Cuba, 7 de agosto de 1958) es un exatleta y entrenador estadounidense de origen cubano, especialista en carreras de fondo.

## Logros
Ganó la prestigiosa maratón de Nueva York en tres ocasiones consecutivas (1980, 1981 y 1982) empleando unos tiempos de 2:09:41, 2:08:13 y 2:09:29, respectivamente. Además ganó la maratón de Boston en 1982, con un tiempo de 2:08:52. Obtuvo la medalla de plata en el Campeonato Mundial de Campo a Través de 1982 celebrado en Roma, en la prueba de carrera sénior.

## Entrenador
Tras retirarse como corredor se dedicó a entrenar a otros atletas, como director del Nike Oregon Project. Así, ha dirigido a grandes estrellas del atletismo como Mo Farah, Clayton Murphy, Donavan Brazier, Yomif Kejelcha, Sifan Hassan y Konstanze Klosterhalfen.
En octubre de 2019, durante el Campeonato Mundial de Doha, se anunció su sanción por varias infracciones relacionadas con el dopaje de atletas. En enero de 2022 el Comité Olímpico y Paralímpico Estadounidense anunció su descalificación de por vida tras haber sido acusado de abusos sexuales a una atleta.